# 名松線
名松線（めいしょうせん）は、三重県松阪市の松阪駅から同県津市の伊勢奥津駅に至る東海旅客鉄道（JR東海）の鉄道路線（地方交通線）である。
雲出川の渓流沿いを走るローカル線で、当初名張と松阪を結ぶ計画であったことから、両都市の頭文字をとって名松線と名付けられたが、名張にまで延伸できずに往時の計画をしのばせる名前となっている。
2009年（平成21年）時点での年間の営業収入は約4,000万円、営業費用（維持管理費）は約8億円となっている。
なお、名張 - 松阪間は、名松線より線形が良い、複線・電化路線の近畿日本鉄道（近鉄）大阪線および同山田線によりほぼ直線的に結ばれている。
赤字83線として廃止勧告対象となり、特定地方交通線第2次廃止対象線区にも選ばれていたが、岩泉線とともに代替道路未整備を理由に廃止対象から除外された。2014年に岩泉線が廃止されて以降はJRが運営する唯一の特定地方交通線元対象線区である。現在は伊勢八知まで三重県道15号久居美杉線の道路改良が済んでおり、伊勢八知 - 伊勢奥津間も未改良ながら津市コミュニティバスが運行されている。
2009年、台風18号により甚大な被害を受け、JR東海は部分廃止・バス転換の方針を打ち出したが、沿線自治体の支援により方針を転換して復旧されることとなり、2016年3月26日に運行が再開された（詳細は後述）。

## 路線データ
- 管轄（事業種別）：東海旅客鉄道（第一種鉄道事業者）
- 路線距離（営業キロ）：43.5 km[1]
- 軌間：1,067 mm
- 駅数：15（起終点駅含む）[1]
  - 名松線所属駅に限定した場合、起点の松阪駅（紀勢本線所属）が除外され、14駅となる。所属駅はすべて松阪駅の管理下である。
- 複線区間：なし（全線単線）
- 電化区間：なし（全線非電化）
- 閉塞方式：票券閉塞式（松阪駅 - 家城駅間）、スタフ閉塞式（家城駅 - 伊勢奥津駅間）[5]
  - 交換可能駅：家城駅 … JR東海の旅客営業線で唯一、キャリア（通票を運ぶための大きな輪がついた皮革製の入れ物）の交換が見られる駅である。
  - 当路線は日本全国のJR線で唯一自動閉塞区間が存在しない（全線非自動閉塞）路線となっている[注釈 1]。
    - 松阪駅 - 家城駅間で実施している票券閉塞式は2024年（令和6年）4月現在、日本全国のJR線唯一のものとなっている。
    - 家城駅 - 伊勢奥津駅間で実施しているスタフ閉塞式は2024年（令和6年）4月現在、JR線では他に越美北線の越前大野駅 - 九頭竜湖駅間だけである。
- 保安装置：ATS-PT
- 最高速度：65 km/h
- 平均通過人員（人/日）
  - 2012（平成24）年度：273人[6]

全線を東海鉄道事業本部が管轄している。

## 運行形態
蒸気機関車時代の頃は沿線に機関区がなかったため、機関車は紀勢東線（現在の紀勢本線）の紀伊長島機関区から来て終点の伊勢奥津の駐泊所に泊まって帰るような運用をしており、本数も1日混合列車5往復というローカル線だった。
2009年10月の台風被害以前は、2009年3月14日改正時点で1日8往復が運転され、そのうち夜の松阪駅発下り最終列車が家城駅止まりであるほかは松阪駅 - 伊勢奥津駅間の運転であった。松阪駅 - 家城駅間が復旧した2009年10月15日からは、列車はすべて同区間の運転で、台風被害前と同じく、1日8往復が2時間に1本ほどの間隔で運転された。家城駅 - 伊勢奥津駅間の代行バスは、1日下り5本・上り6本の運行であった。上り列車には紀勢本線多気駅や、参宮線の伊勢市駅に（2010年3月改正前は鳥羽駅にも）直通する列車があった。
家城駅 - 伊勢奥津駅間が復旧した2016年3月26日からは、松阪駅 - 家城駅間が1日8往復の運転で、うち6往復が松阪駅 - 伊勢奥津駅間全線の運転。家城駅 - 伊勢奥津駅間が前記の全線運転の列車に加え午前中に下り1本・上り2本の区間運転列車があり、あわせて下り7本・上り8本の運転になっている。紀勢本線や参宮線との直通列車はなくなり、すべて線内運転となった。
民営化後の1989年からは、全列車がワンマン運転されている。
松阪駅からの家城駅行き下り最終列車に充当された車両は同駅で夜間滞泊している。かつては最終列車の1本前の伊勢奥津駅行き列車も同駅まで回送されていたが、2006年8月20日に発生した構内留置車両が本線に逸走する事故と2009年4月19日に再び発生した同様の事故（これらの事故については「車両逸走事故」の節で詳述）を受け、管理体制の見直しが再検討され、2009年6月1日から伊勢奥津駅から家城駅まで回送していた列車を松阪駅まで回送して留置するように変更した。2016年3月の全線運行再開後は、当日使用する編成を始発前に松阪から回送し、終発後に松阪まで回送しており、家城駅での夜間滞泊は行われていなかった。通常、松阪駅 - 家城駅間の票券閉塞区間において通券を使用して続行運転を行うのはこの回送時のみである。2025年3月改正で家城駅の車両夜間滞泊が再開されている。
担当乗務員区は伊勢運輸区である。2018年（平成30年）2月24日には、伊勢運輸区が津市や津市観光協会と合同で、沿線の観光をPRするイベントを名古屋市の金山総合駅で開催した。

## 使用車両
名古屋車両区所属のキハ11形気動車で運行されている。かつては伊勢車両区所属の基本番台（0番台）または100番台が使用され、300番台はごくまれにしか入線しなかったが、2015年8月より基本的に300番台が使用されるようになった。2016年3月の全線復旧時に伊勢車両区が廃止になり、同時にJR東海で運用されるキハ11形は名古屋車両区所属の300番台4両 (303 - 306) のみとなったため、これが使用される。編成は単行（1両）がほとんどだが、朝の松阪駅 - 家城駅間の1.5往復は学生の輸送のため2両編成になる。また、春やゴールデンウィーク等の繁忙期は家城駅 - 伊勢奥津駅間でも2両になることがある。
また、2016年3月の全線復旧時からキハ25形気動車も使用されるようになった。名松線では繁忙期の2両編成運転時にキハ11形4両すべてを使うことがあるが、このとき検査等で不足が出た場合のみ使用される。

### 過去の使用車両
- 気動車
  - キハ55形
  - キハ53形
  - キハ40形
  - キハ58系（-1999年11月28日[13]）
  - キハ30系
  - キハ20系
  - キハ17系
  - キハ11形0番台・100番台
- 蒸気機関車
  - C11形[2]
- 客車
  - オハ31系（オハ31・オハフ30[注釈 2]など）[14]

蒸気機関車時代は郵便や荷物輸送のためにワフ（有蓋緩急車）を客車代用で使用しており、貨物の有無にかかわらず客車の伊勢奥津側に連結される編成（ある上り列車の例：←松坂「C11＋貨車＋オハフ30＋オハ31＋ワフ」伊勢奥津→）を組んでおり、この有蓋緩急車には「松坂‐伊勢奥津専用」と書かれていた。
このほか、1988年9月21日にはリゾートライナーも入線した。

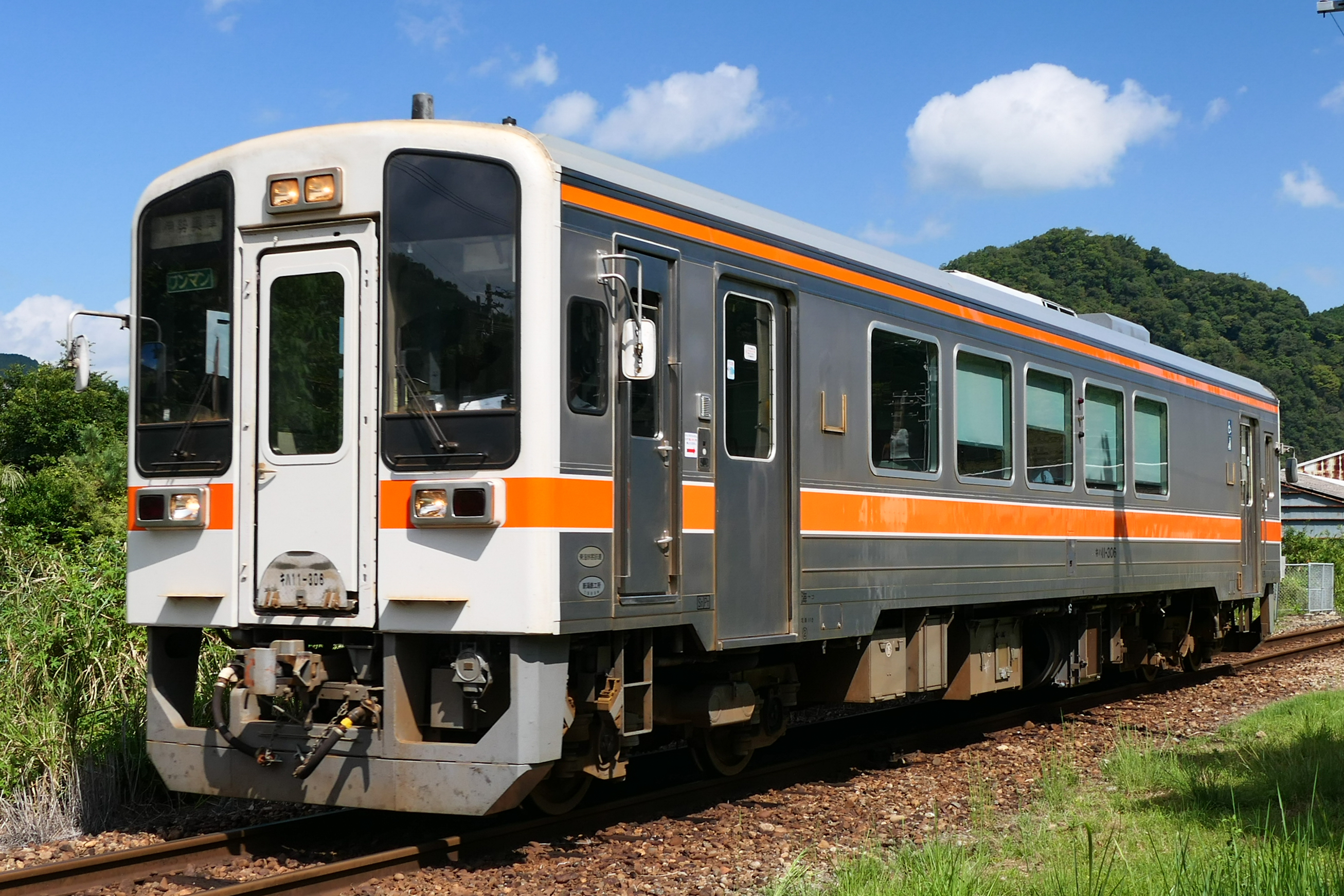
キハ11形300番台 （2023年9月 伊勢竹原駅）
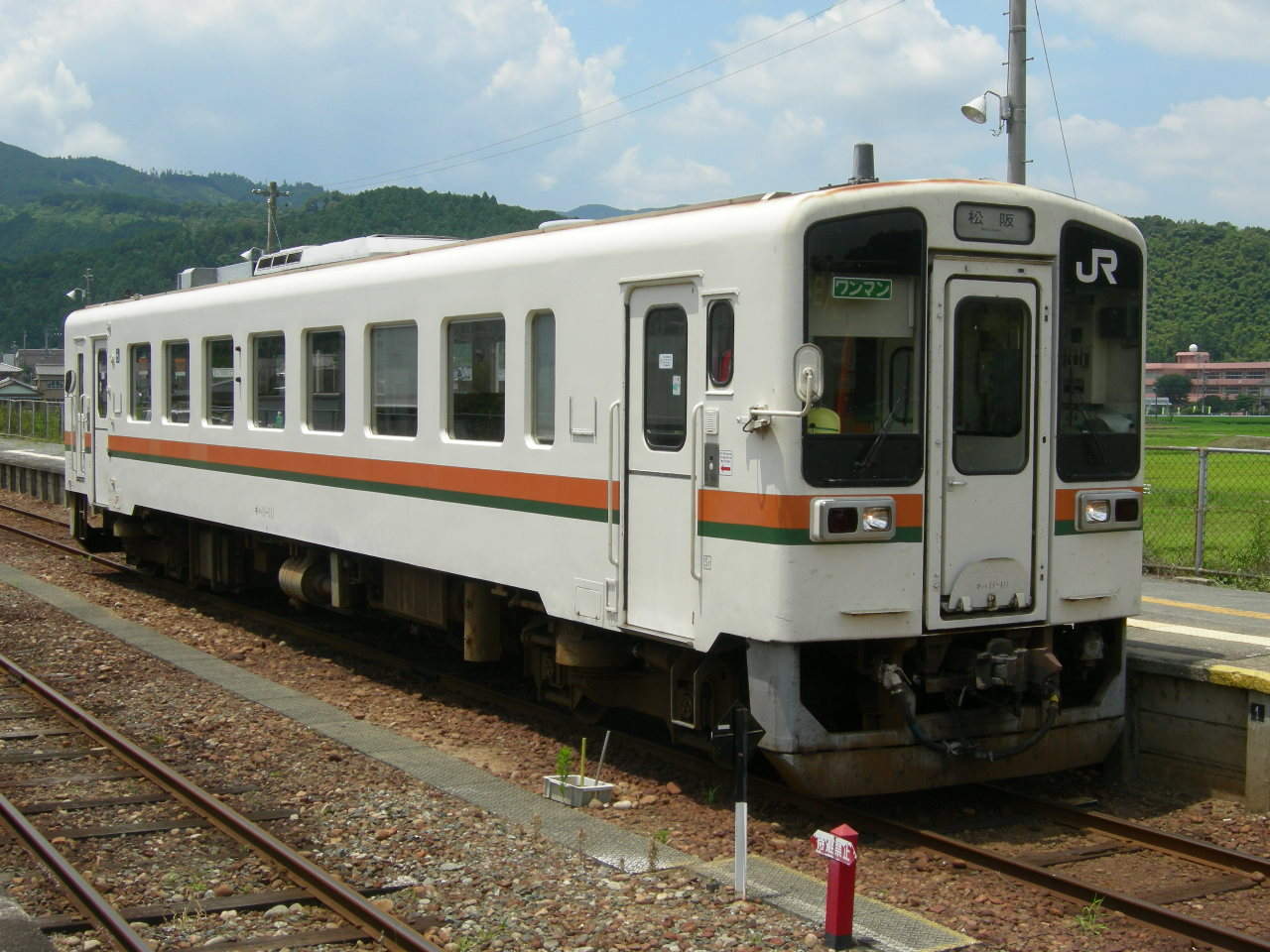
キハ11形100番台 （2006年7月 家城駅）

## 歴史
名松線は改正鉄道敷設法別表第81号にある、「奈良縣櫻井ヨリ榛原、三重縣名張ヲ經テ松阪ニ至ル鐵道及名張ヨリ分岐シテ伊賀上野附近ニ至ル鐵道並榛原ヨリ分岐シ松山ヲ經テ吉野ニ至ル鐵道」の一部として敷設された。
このうち、伊賀鉄道（現在の伊賀鉄道伊賀線を開通させた会社だが、現在の伊賀鉄道とは別会社）が名張駅（後の西名張駅。近鉄に合併された後の1964年に廃止） - 伊賀神戸駅 - 伊賀上野駅間を改正鉄道敷設法成立と同じ1922年に開業させていたため、桜松線（おうしょうせん、桜井と松阪から各一文字を取った）の一部として、松阪駅から名張駅（後の西名張駅）を目指して工事が進められることになった。
しかし、1930年に参宮急行電鉄が現在の近鉄大阪線・山田線にあたる桜井駅 - 名張駅 - 参急中川駅（現在の伊勢中川駅） - 松阪駅 - 山田駅（現在の伊勢市駅）間を開通させたため、松阪 - 名張間の旅客輸送目的で名松線は建設意義を失った格好になり、1935年までに松阪駅 - 伊勢奥津駅間を開通させたにとどまった。その後、伊勢奥津 - 名張間の建設工事は全く着手されていない。ただし参宮急行電鉄は親会社の大阪電気軌道との直通を前提として標準軌規格で開通したため、貨物輸送や大阪から東紀州方面への連絡で意義があるとして、道路整備によるモータリーゼーションが普及する前の1960年代まで桜松線の建設要望は継続された。また、戦中には狭軌で開業した名古屋線との直通や軍需輸送を目的に、大阪・山田線の狭軌化と国鉄線・南大阪線との接続が検討されたこともあった。
なお、改正鉄道敷設法で定められたこれらを結ぶ鉄道は、経路が異なるものの榛原 - 松山（旧大宇陀町） - 吉野をのぞいて現在の近鉄各線によって実現している。
1982年8月、三重県全域を襲った台風10号により名松線全線が不通となり、伊勢奥津駅には2両の気動車が取り残された。その後、被害の大きかった伊勢竹原駅 - 伊勢奥津駅間はバス代行となる。当時の日本国有鉄道（国鉄）は特定地方交通線廃止の取り組みを進めており、名松線も第2次廃止対象として三重交通によるバス転換の方針を打ち出し、同年11月には廃止承認申請を提出した。しかし熱心な反対運動や、道幅が狭くバスを走らせるのは困難と判断されたことで復旧作業が続けられ、翌年6月に全線の運行を再開。1985年には廃止承認申請が取り下げられ、存続が決定した。

### 年表
- 1929年（昭和4年）8月25日：松阪駅 - 権現前駅間（4.4 M≒7.08 km）が開業[16]。権現前駅が開業[17]。
- 1930年（昭和5年）
  - 3月30日：権現前駅 - 井関駅間（5.3 M≒8.53 km）が延伸開業[16]。伊勢八太駅・井関駅が開業[17]。
  - 4月1日：営業距離の単位をマイルからキロメートルに変更（全線 9.7 M→15.6 km）[16]。
- 1931年（昭和6年）9月11日：井関駅 - 家城駅間 (10.2 km) が延伸開業[16]。伊勢川口駅・家城駅が開業[17]。
- 1934年（昭和9年）12月1日：松阪駅 - 家城駅間気動車運行開始[18]。
- 1935年（昭和10年）12月5日：家城駅 - 伊勢奥津駅間 (17.7 km) が延伸開業[16][19]。伊勢竹原駅・伊勢鎌倉駅・伊勢八知駅・比津駅・伊勢奥津駅が開業[17]。
- 1938年（昭和13年）1月20日：伊勢田尻駅・伊勢大井駅・関ノ宮駅が開業[17]。
- 1959年（昭和34年）
  - 9月26日：伊勢湾台風により全線不通[20]。
  - 10月1日：松阪駅 - 伊勢竹原駅間が運行再開[20]。
  - 11月23日：伊勢竹原駅 - 伊勢奥津駅間が運行再開[20]。
- 1960年（昭和35年）8月1日：上ノ庄駅が開業[17]。
- 1965年（昭和40年）
  - 9月：全列車が気動車化される[21]。
  - 10月1日：貨物営業廃止[16]。
- 1968年（昭和43年）10月1日：伊勢田尻駅を0.3 km 松阪方面に移転し一志駅に改称[17]。
- 1975年（昭和50年）8月：台風により不通。伊勢奥津 朝9時30分発松阪行きから運転再開にあたり、始発4両編成と次発2両編成を連結して6両運転で再開。
- 1982年（昭和57年）8月1日：台風10号による土砂災害などで全線不通[21]。
- 1983年（昭和58年）6月1日：全線復旧、運行再開[21]。
- 1984年（昭和59年）
  - 2月1日：全駅で荷物の取扱いを廃止[17]。
  - 6月22日：運輸大臣が廃止承認を保留。
- 1985年（昭和60年）8月2日：代替道路未整備を理由に廃止対象から除外[21]。
- 1987年（昭和62年）4月1日：国鉄分割民営化によりJR東海が承継[21]。
- 1989年（平成元年）2月20日：キハ11形気動車投入、ワンマン運転開始[22]。
- 1999年（平成11年）11月28日：キハ58系の運転を終了[13]。
- 2004年（平成16年）9月24日：台風21号による土砂災害で全線不通。10月4日復旧。
- 2006年（平成18年）8月20日：家城駅に留置されていた車両が深夜に無人状態で逸走する事故が発生[23]。
- 2009年（平成21年）
  - 4月19日：家城駅で車両逸走事故が発生[24]。
  - 6月1日：車両逸走の防止対策としてこれまで家城駅に夜間留置されていた車両2両のうち、1両を松阪駅まで回送する体制に変更[24]。
  - 10月8日：台風18号による豪雨で、家城駅 - 伊勢奥津駅間の約40箇所で土砂崩れや路盤流出が生じ全線運休[21]。バス代行を開始。
  - 10月15日：松阪駅 - 家城駅間が運行再開[21]。バス代行区間が家城駅 - 伊勢奥津駅間に変更[21]。
- 2015年（平成27年）8月1日：キハ11形0・100番台からキハ11形300番台に変更。
- 2016年（平成28年）
  - 2月16日：不通区間の設備復旧が完了し、キヤ95系による検測実施。
  - 2月17日：不通区間での乗務員運転訓練および駅での通票・通券取扱い訓練が開始される[25]。訓練は営業運転再開前日の3月25日まで毎日行われた。
  - 3月26日：家城駅 - 伊勢奥津駅間が運行再開[4][26]。キハ25形運行開始。

## 車両逸走事故
2009年（平成21年）4月19日22時13分頃、家城駅で車両の入換待ちをしていた最中に運転士がおよそ5分間列車を離れたところ、車両（1両）が無人で下り坂を走り始め、およそ8.5km逸走して井関駅 - 伊勢大井駅間で停車した。運転士が手歯止めを装着せずに車両を離れたことが原因で、踏切計23か所を通過したものの死傷者や踏切事故などはなかった。
家城駅では、2006年8月にも夜間滞泊させていた車両が同様に逸走しており、このときは手歯止めを装着せずに留置したことに加えて、夜間滞泊中に空気圧が抜けてブレーキが緩む構造だったことが分かり、通常の自動空気ブレーキに加え、車両のエンジンを切ると自動的に直通予備ブレーキがかかるよう改修した。 
中部運輸局は2度も同様の事故が起きたことを重く見て、JR東海に対して警告書を発出し、行政指導を行った。
JR東海ではこの事故の対策として、家城駅で夜間滞泊させていた車両2両のうち、それまで伊勢奥津駅から家城駅まで回送されていた列車を松阪駅まで回送することにより、家城駅での車両入換作業を廃止するとともに、同駅での夜間滞泊は22時前の最終列車のみとした。また、2009年8月1日より同線を担当する運転士を約70名から20名に限定するなどの対策も実施した。全線運転再開後は勾配のある家城駅での夜間滞泊は行っておらず、すべて松阪駅へ回送している。
なお、2025年3月ダイヤ改正から、家城駅での夜間滞泊が再開されている。

## 災害による長期不通
2009年10月8日、名松線は台風18号によって被災し不通となった。被害が比較的軽微であった松阪駅 - 家城駅間は同月15日に復旧したが、家城駅 - 伊勢奥津駅間については当面の間バス代行を続けることが発表された。そのうえで、「名松線全区間の旅客輸送は引き続きJR東海が担うが、松阪 - 家城間は鉄道を維持したうえで、家城 - 伊勢奥津間はバスでの輸送に切り換える。運賃等は現在の考え方を維持する」とし、関係自治体等に説明すると発表した。理由について「仮に同区間を復旧したとしても、今後もより大きな自然災害が発生するおそれがあり、長期運休等でお客様に迷惑をかけるおそれが高いため」としている。当時の判断について、JR東海広報部は2016年の週刊誌の取材に対し「鉄道の安全を確保する前提となる治山治水対策（をJRが実施すること）は難しい」という前提の元に廃線提案を行ったとしている。代行バスは昼間の2往復が削減され、伊勢奥津行きが5本、家城行きが6本となっていた。
JR東海の廃止方針を受け、沿線である津市美杉町の自治会長らは10月30日、津市のJR東海三重支店を訪れ、存続を求める要望書を提出した。また、津市の松田直久市長は10月30日の定例記者会見でこの問題に触れ、早期に住民説明会を開いて意見を聞いたうえでJR東海に存続を求める要望書を提出する考えを明らかにした。これに基づいて松田は11月4日にJR東海本社と中部運輸局を訪れ、名松線を鉄道として全面復旧させるよう求める要望書を手渡した。これに対しJR東海の中村満専務東海鉄道事業本部長は沿線の山林荒廃等にも触れ「復旧しても再び災害は起こる」と従来の見解を繰り返したが、今後情報を共有した上で協議を進めることでは一致した。また、三重県の野呂昭彦知事は11月9日の記者会見でこの問題に触れ、来年度予算編成前に行う国への提言・要望の中で復旧を求める考えを示した。
JR東海の山田佳臣社長は2010年11月24日の定例記者会見において、名松線の現在の不通区間の復旧について自治体による協力などの要件を満たすことを条件に復旧させる考えを明らかにし、台風で被害を受けた線路周辺の山間部と河川部の修復とその後の維持管理に対し自治体が将来にわたって責任を持ち、「運行の安全性が確保される」ことを条件に挙げた。これを受けて、2011年5月20日、JR東海、津市、三重県の三者間で協定書が締結され、治水工事については津市が、治山工事は三重県が担当することにより復旧工事を行い、2016年度に全線で運転再開を目指すことが明らかになった。
その後、三重県と津市による治山および治水工事が順調に進んでいることから、JR東海も2013年5月30日より線路内の土砂撤去、盛土復旧、線路および電気設備の復旧に着手すると発表した。費用は発表時点で約4.6億円と見込まれている。
2015年12月18日、JR東海は翌2016年3月26日のダイヤ改正にあわせて家城駅 - 伊勢奥津駅間で列車の運転を再開すると発表した。2016年3月26日9時35分、伊勢奥津発松阪行きの一番列車（キハ11-305・キハ11-306による2両編成）が出発し、運休から6年半ぶりの全線復旧となった。美杉地域では復旧を地域活性化につなげようと、住民団体がウォーキングツアーを主催し、津市が伊勢奥津駅から観光地を巡る無料バスを休日に運行した。

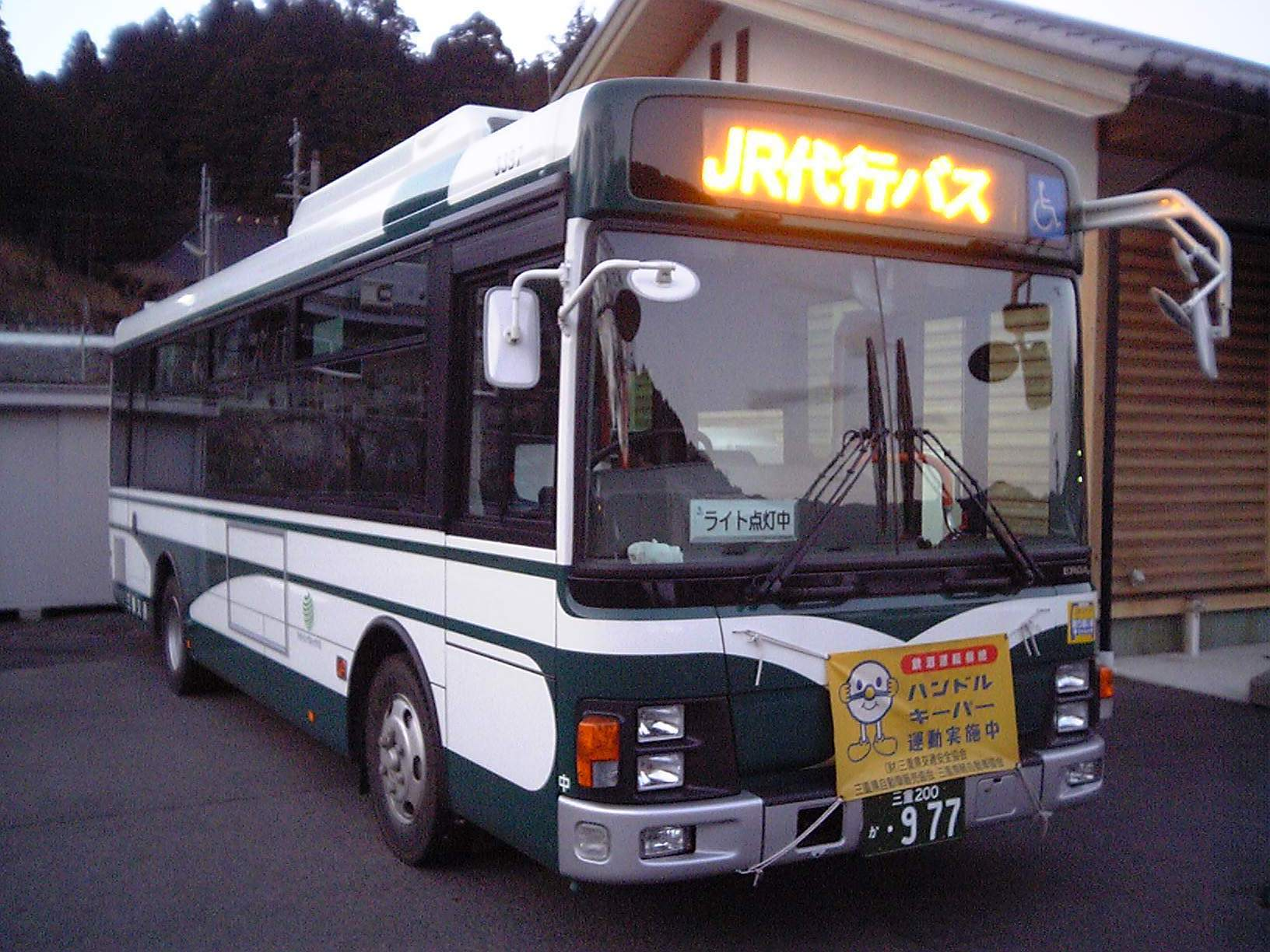
家城駅 - 伊勢奥津駅間の代行バス 運行は三重交通が受託（2009年12月31日 伊勢奥津駅）
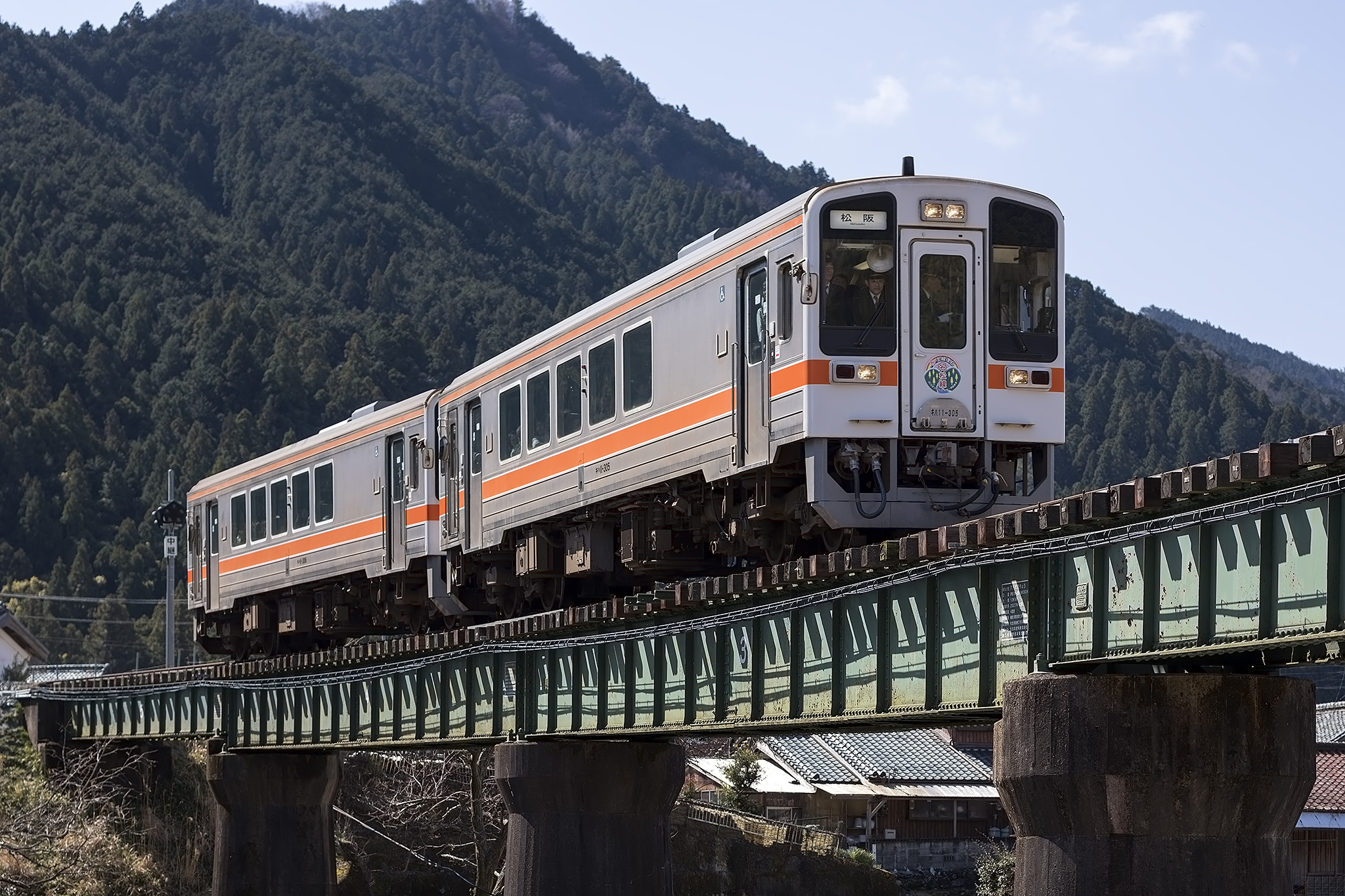
災害復旧後の運転再開一番列車（2016年3月26日 比津駅 - 伊勢八知駅間）

## 駅一覧
- 全駅三重県内に所在。
- 全列車普通列車（全駅に停車）
- 線路（全線単線） … ◇：列車交換可、｜：列車交換不可

| 駅名       | 営業キロ | 営業キロ | 接続路線                                             | 線路 | 所在地 |
| 駅名       | 駅間     | 累計     | 接続路線                                             | 線路 | 所在地 |
| ---------- | -------- | -------- | ---------------------------------------------------- | ---- | ------ |
| 松阪駅     | -        | 0.0      | 東海旅客鉄道：■紀勢本線 近畿日本鉄道：M 山田線 (M64) | ◇    | 松阪市 |
| 上ノ庄駅   | 4.2      | 4.2      |                                                      | ｜   | 松阪市 |
| 権現前駅   | 2.8      | 7.0      |                                                      | ｜   | 松阪市 |
| 伊勢八太駅 | 4.7      | 11.7     |                                                      | ｜   | 津市   |
| 一志駅     | 1.3      | 13.0     |                                                      | ｜   | 津市   |
| 井関駅     | 2.6      | 15.6     |                                                      | ｜   | 津市   |
| 伊勢大井駅 | 2.9      | 18.5     |                                                      | ｜   | 津市   |
| 伊勢川口駅 | 2.8      | 21.3     |                                                      | ｜   | 津市   |
| 関ノ宮駅   | 2.0      | 23.3     |                                                      | ｜   | 津市   |
| 家城駅     | 2.5      | 25.8     |                                                      | ◇    | 津市   |
| 伊勢竹原駅 | 3.7      | 29.5     |                                                      | ｜   | 津市   |
| 伊勢鎌倉駅 | 4.3      | 33.8     |                                                      | ｜   | 津市   |
| 伊勢八知駅 | 2.8      | 36.6     |                                                      | ｜   | 津市   |
| 比津駅     | 3.1      | 39.7     |                                                      | ｜   | 津市   |
| 伊勢奥津駅 | 3.8      | 43.5     |                                                      | ｜   | 津市   |

- 一志駅は近鉄大阪線の川合高岡駅と200mほどの距離にあるが、乗換駅としては案内されていない。

### 過去の接続路線
- 伊勢川口駅：中勢鉄道 - 1943年2月1日廃止